# Villers-Carbonnel

Villers-Carbonnel este o comună în departamentul Somme, Franța. În 1 ianuarie 2022 avea o populație de 300 de locuitori.